# Matejovce nad Hornádom
Matejovce nad Hornádom (in ungherese Hernádmáté, in tedesco Mateowitz) è un comune della Slovacchia facente parte del distretto di Spišská Nová Ves, nella regione di Košice.